# Leptotarsus opifex
Leptotarsus opifex är en tvåvingeart som först beskrevs av Alexander 1929.  Leptotarsus opifex ingår i släktet Leptotarsus och familjen storharkrankar. Inga underarter finns listade i Catalogue of Life.